# 英国驻喀什总领事馆
英国驻喀什总领事馆，是英国政府在新疆喀什开设的总领事馆。其实际目的是保护英属印度的北境安全，具有英俄大博弈的历史背景，与沙俄深入新疆、西藏的扩张相对抗。而名义上则是保护在新疆的英属印度商人的利益，也是英国在新疆开设的首家领事机构。

## 历史
1890年马继业作为英属印度外交官荣赫鹏的翻译兼随员，从克什米尔翻越喀喇昆仑山脉到喀什噶尔。次年荣赫鹏原路返回，把马继业留在喀什噶尔，照顾英属印度商人的利益并监视沙俄在喀什米尔边境的活动。很长一段时间马继业的地位含混不清，起初其头衔是“英国驻克什米尔公使的中国事务特别助理”。1895年趁甲午战争中国有求于英国，英国在喀什噶尔设立游历官并任命马继业担任。马继业有极好的语言天赋，能流利使用英语、汉语、法语，还会俄语、德语、波斯语、印地语和土耳其语。
1908年英国要求清政府把驻喀什游历官改为英国驻喀什领事馆，马继业被任命为英国驻喀什领事。1911年领事馆升为英国驻喀什总领事馆后，马继业又升为首任总领事。此时总领馆有领员16人。新疆英侨英商分布在13个县1257户3087人，其中真正英国公民屈指可数，为传教士、探险家；其余均为印度人、巴基斯坦人、克什米尔人及冒充外籍避税的本地商人。总领馆驻有3名英军军官、32名印度军人，定期从色勒库尔出入境换防，成为当地一支武装威慑力量。中英政府未签订商约，但英国驻喀什总领馆原因列强在华利益均沾之例，强行在新疆享有同沙俄一样的免税贸易特权、领事裁判权、在新疆各地的产业不纳税，并在库车、莎车、巴楚、叶城、英吉沙等地设立英国商头。1913年马继业被封为乔治爵士。总领馆在原址（今喀什市其瓦尼克街）重新修建，历时4年，1917年竣工，占地面积3.3万平方米。1918年8月马继业退休，由埃瑟顿接任。
1933年8月，英属印度派出人员到喀什推动极端分裂势力，拨出51万卢比活动经费。1933年11月12日“东土耳其斯坦伊斯兰共和国”“独立”庆典，英国驻喀什总领馆官员出席。其外交部长哈生木江阿吉是英国的间谍。英国当局表示愿出1万支来复枪、200名克什米尔士兵支持。1934年2月6日，马仲英下属的马世明、马福元部，与喀什区行政长马绍武、焉耆回族首领马占仓部联合攻占喀什回城，东突国崩溃，残部逃往克什米尔，或“逃入英领署依为护符”。攻城部队炮轰匿入英总领馆的叛军，“英领署遂被焚毁”。
1934年盛世才统一新疆，采取了“反帝、亲苏”政策，激起英国强烈不满。1935年9月英国以调查交涉驻喀什领事馆员被马仲英部攻杀事件为由，驻华公使衔参赞艾瑞克·泰齐曼（Teichman）爵士从北平驱车到迪化，与驻喀什代理领事汤姆逊，与盛世才会面，所有交涉商谈均与外交部驻新疆特派员办事处处长陈德立进行。各交涉事项均被新疆省政府据理驳回。中英在新疆关系陷入低谷。
1942年8月盛世才向蒋介石提出新疆对苏关系的几点建议，核心是引入美英势力进入新疆遏制苏联。国民政府遂在迪化设立新疆外交特派员公署，吴泽湘为特派员，王心线为主任秘书。1943年9月14日英国驻迪化领事馆开馆。
1944年爆发的三区革命，至1945年8月蔓延至南疆的蒲犁、叶城、泽普，并曾进攻喀什、莎车。1946年4月英国驻喀什总领事史密斯奉命对南疆英侨蒙受战乱损失提出抗议并要求中国新疆当局赔偿，外交部新疆特派员刘泽荣函复表示为难。
1947年印巴分治后，英国与印巴双方达成协议，喀什总领馆一分为二分别移交给印、巴。1948年8月，印度驻华大使潘尼迦派石以华抵喀什筹立印度驻喀什总领馆。1948年10月英国驻喀什末任总领事离开，由巴基斯坦籍副领事梅尔希代理。1949年5月巴基斯坦驻喀什总领事馆成立，梅尔希代理。